# Велика зелена жаба
Велика зелена жаба (лат. Pelophylax ridibunda) је највећа жаба која потиче из Европе. Припада фамилији жаба у ужем смислу. Веома је слична по класификацији и изгледу зеленој жаби (Pelophylax kl. esculenta) и малој зеленој жаби (Pelophylax lessonae). Ове три врсте се често заједнички називају „зелене жабе“, да би се разликовале од других европских врста које радије живе на копну, и зову се „браон жабе“.
Велика зелена жаба углавном проводи време у води. Женке могу да израсту до 17 сантиметара, док су мужјаци величине око 12 сантиметара. Глава им је велика, а задње ноге дугачке, што им помаже у скакању.
Боја великих зелених жаба варира и може бити тамнозелена, браон или сива, понекад са светлозеленим пругама.
Велике зелене жабе се хране вилиним коњицима и другим инсектима, пауцима, црвима и пужевима голаћима. Већи примерци могу да поједу миша или даждевњака.
Ове жабе живе у највећем делу Европе, у азијском делу Русије и у средњој Азији. Пријају им воде температуре око 15ºC.